# Ostkilver

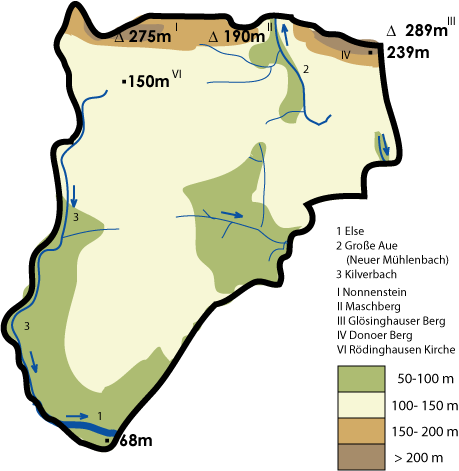
Physische Karte von Rödinghausen

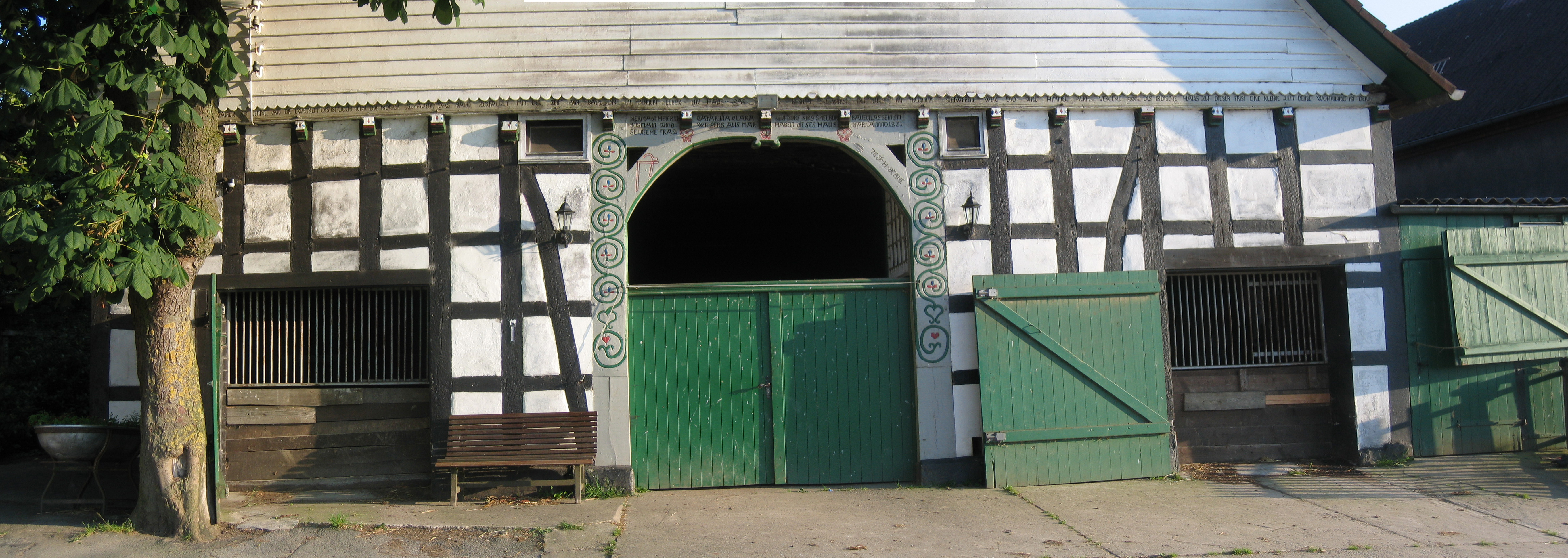
Ein Fachwerkhof

Ostkilver ist ein Ortsteil der Gemeinde Rödinghausen im Nordosten des Bundeslandes Nordrhein-Westfalen. Bis 1968 bildete Ostkilver eine selbständige Gemeinde im Amt Rödinghausen. Ostkilver geht wie Westkilver auf das 851 erstmals erwähnte Haus Kilver in Bruchmühlen zurück.

## Geografische Lage und Sehenswürdigkeiten
Ostkilver liegt im Südwesten Rödinghausens auf einer Höhe zwischen 120 m ü. NN und 68 m ü. NN. Der tiefste Punkt Ostkilvers in den Elseauen ist zugleich der tiefste Punkt der Gemeinde Rödinghausen. Die Else durchfließt den Ortsteil im Süden von West nach Ost. Ostkilver hat rund 1900 Einwohner, die auf einer Fläche von 7,926 km² leben, was einer Bevölkerungsdichte von 236 Einwohnern pro km² entspricht. Ostkilver ist damit einer der Ortsteile Rödinghausens mit der geringsten Bevölkerungsdichte. In Ostkilver befindet sich das Schwimmbad der Gemeinde Rödinghausen.

## Geschichte
Der Ort geht auf den fränkischen Königshof Gut Kilver (damals Villa Kilveri genannt) zurück, das 851 dann einige Jahrzehnte nach seiner mutmaßlichen Entstehung auch erstmals urkundlich erwähnt wurde und damit gleichzeitig ältester schriftlich belegter Siedlungskern Rödinghausens ist. Das Gut liegt allerdings im Ortsteil Bruchmühlen bzw. Westkilver. 820 wurde ein Frauenstift in Herford gegründet. In der Heberolle wird Kilver (damals noch Kelver mit drei Höfen) erwähnt. Die Gemeinde Rödinghausen gibt die „offizielle“ erste Erwähnung Ostkilvers mit 1150 an. 
Ostkilver war bis zur Franzosenzeit eine Bauerschaft der Vogtei Bünde im Amt Limberg der Grafschaft Ravensberg. Von 1807 bis 1813 gehörte der Ort zum Kanton Bünde, der von 1807 bis 1810 zum Königreich Westphalen und von 1811 bis 1813 zum Kaiserreich Frankreich gehörte. 1815 kam Ostkilver zur preußischen Provinz Westfalen und darin 1816 zum Kreis Bünde, der 1832 im Kreis Herford aufging. Im Kreis Herford gehörte die Gemeinde Ostkilver zum Amt Rödinghausen.
Ostkilver wurde am 1. Juli 1969 durch das Herford-Gesetz in die Gemeinde Rödinghausen eingegliedert. In Ostkilver waren bis 1993 Soldaten der britischen Rheinarmee in den Birdwood Barracks stationiert. Das 27 Hektar große Gelände der ehemaligen Kaserne wurde 1997 saniert und in ein Gewerbegebiet umgewandelt. Bis 1993 war hier das 1st Armoured Division Transport Regiment Royal Corps of Transport (1 ADTR) stationiert, das dann nach Gütersloh verlegt wurde.

### Einwohnerentwicklung
Die folgende Übersicht zeigt die Einwohnerzahlen Ostkilvers nach dem jeweiligen Gebietsstand bis zur Eingemeindung in die Gemeinde Rödinghausen zum 1. Januar 1969. Eine Änderung des Gebietsstandes ergab sich durch die Eingemeindung bewohnter Gebiete der Gemeinde Rödinghausen zum 1. April 1938 (1933: 7 Einwohner). Bei den Zahlen handelt es sich um Volkszählungsergebnisse. Die Angaben beziehen sich ab 1871 sowie für 1946 auf die Ortsanwesende Bevölkerung und ab 1925 auf die Wohnbevölkerung. Vor 1871 wurden die Einwohnerzahlen nach uneinheitlichen Erhebungsverfahren ermittelt.
| Jahr            | Einwohner |
| --------------- | --------- |
| 1798            | 552       |
| 1818 (31. Dez.) | 621       |
| 1834 (31. Dez.) | 616       |
| 1837 (31. Dez.) | 635       |
| 1843 (31. Dez.) | 704       |
| 1849 (3. Dez.)  | 725       |
| 1852 (3. Dez.)  | 722       |

| Jahr           | Einwohner |
| -------------- | --------- |
| 1858 (3. Dez.) | 778       |
| 1867 (3. Dez.) | 871       |
| 1871 (1. Dez.) | 873       |
| 1885 (1. Dez.) | 763       |
| 1895 (1. Dez.) | 793       |
| 1905 (1. Dez.) | 865       |
| 1925 (1. Dez.) | 944       |

| Jahr            | Einwohner |
| --------------- | --------- |
| 1933 (16. Juni) | 1069      |
| 1939 (17. Mai)  | 1077      |
| 1946 (29. Okt.) | 1347      |
| 1950 (13. Sep.) | 1389      |
| 1961 (6. Juni)  | 1482      |

## Politik
Die Bürgermeister Ostkilvers waren:
- 1945–1968: Heinrich Petring

Ab 1969 standen dem Ortsteil folgende Ortsvorsteher vor:
- 1969–?: Wilhelm Langhorst
- ?–?: Karl-Heinz Schulte
- ?-?: Günter Oberpenning

### Wappen

Wappen der Altgemeinde Ostkilver

Blasonierung: In Silber (weiß) zwei rote zueinandergewandte Pflugscharen über einem roten Sparren; darunter ein roter Windmühlenflügel.
Das Wappen der Altgemeinde ist heute ohne kommunalrechtliche Bedeutung. Der Sparren ist typisch für die Wappen der Region. Er steht für die ehemalige Zugehörigkeit zur Grafschaft Ravensberg. Die Pflugscharen deuten auf die langjährigen Besitzer von Haus Kilver, Gut Waghorst und Gut Böckel hin, in deren Nähe sich Ostkilver entwickelte. Im Familienwappen führen den roten Pflugschar sowohl die westfälischen Adelsgeschlechter von Vinckes als auch die von Bussche. Vom Wappen Bruchmühlens (Westkilvers) unterscheidet sich nur im Windmühlenflügel. Das an längeren Abschnitten der Else sowie am Kilverbach liegende Bruchmühlen zeigt hier ein Wasserrad einer Wassermühle. Das höhergelegene und nur auf einem kurzen Stück an die Else grenzenden Ostkilver wies dagegen eher Windmühlen auf.

## Bildung, Verkehr und Wirtschaft
Einzige Schule in Ostkilver ist eine Grundschule. Die Bahnstrecke Bad Bentheim–Minden (KBS 375), auf der im Stundentakt die RB 61 „Wiehengebirgs-Bahn“ Bad Bentheim–Rheine–Osnabrück–Bünde–Herford–Bielefeld verkehrt, durchquert den Ortsteil im äußersten Süden. Ostkilver ist über eine eigene Auffahrt (die allerdings als Ausfahrt Bruchmühlen ausgeschildert ist) auf die A 30 Amsterdam–Bad Bentheim–Rheine–Osnabrück–Bad Oeynhausen an das Fernstraßennetz angebunden.
Größter Arbeitgeber in Ostkilver ist der Küchenhersteller Ballerina. Daneben haben sich zahlreiche kleinere Firmen im Industriegebiet auf dem Gelände einer ehemaligen britischen Kaserne angesiedelt.